# Реслманія 31
Реслманія 31 — це найголовніше супершоу від американського промоушену WWE, яке пройшло 29 березня 2015 року у Леві Стедіум в місті Санта-Клара, Каліфорнія, США. Це супершоу стало тридцять першим щорічним супершоу Реслманія і третім по рахунку у 2015 році.
Це перша Реслманія, яка пройшла в області затоки Сан-Франциско, і шоста по рахунку, яка відбулась у штаті Каліфорнія (після Реслманії 2, Реслманії VII, Реслманії XII, Реслманії 2000, Реслманії 21).

## Створення
Реслманія 31 є найбільшим супершоу промоушена WWE, у якому реслери у різних конфліктах між собою. Реслери уособлюють собою лиходіїв або героїв на рингу. Конфлікти проходять таким шляхом, що спочатку, на рядових епізодах, обстановка розжарюється, а вже на самих святах реслінгу той чи інший конфлікт як правило підходить до свого логічного завершення.
10 грудня 2013 року стало відомо про місце проведення Реслманії 31. Ним стала арена «Леві Стедіум», яка знаходиться в Санта-Кларі, штат Каліфорнія.
Квитки на це шоу надійшли в продаж в листопаді 2014 року. В честь цього була проведена вечірка, на якій були суперзірки WWE.
Офіційною музичною темою шоу став трек «Rise» от Девід Гетта и Скайлар Грей. Другою музичною темою стала пісня «Money and the Power» от Kid Ink.

## Зал Слави WWE (2015)
| Учасник                                      | Об'явлено          | Примітки |
| -------------------------------------------- | ------------------ | --- |
| «Мачо» Ренді Севідж                          | RAW 12.01.15       | Уведений посмертно. Чемпіон WWF (2 рази), Чемпіон WCW (4 рази), Інтерконтинентальний чемпіон WWE (1 раз), переможець King of the Ring 1987 |
| Арнольд Шварценеггер                         | RAW 26.01.15       | Зробив великий внесок у розвиток реслінгу                                                                                                  |
| Рікіши                                       | RAW 09.02.15       | Інтерконтинентальний чемпіон WWE (1 раз), командный чемпион світу WWE (1 раз), командный чемпион WWE (1 раз)                               |
| The Bushwhackers (Люк Вільямс и Батч Міллер) | RAW 23.02.15       | Одна з найбільших команд 40 років у світі професійного реслінгу                                                                            |
| Алундра Блайз                                | RAW 09.03.15       | Жіноча чемпіонка WWF (3 рази), чемпіонка світу AWA (1 раз)                                                                                 |
| Ларрі Збріско                                | RAW 16.03.15       | Командний чемпіон WWWF (1 раз), чемпіон світу AWA (2 рази)                                                                                 |
| Татсумі Фуджинамі                            | SmackDown 19.03.15 | чемпіон IWGP (6 разів), чемпіон NWA (1 раз)                                                                                                |
| Кевін Неш                                    | RAW 23.03.15       | Чемпіон WWF (1 раз), Чемпіон WCW (5 разів), Інтерконтинентальний чемпіон WWE (1 раз), командный чемпион світу WWE (2 рази)                 |

## Передісторія

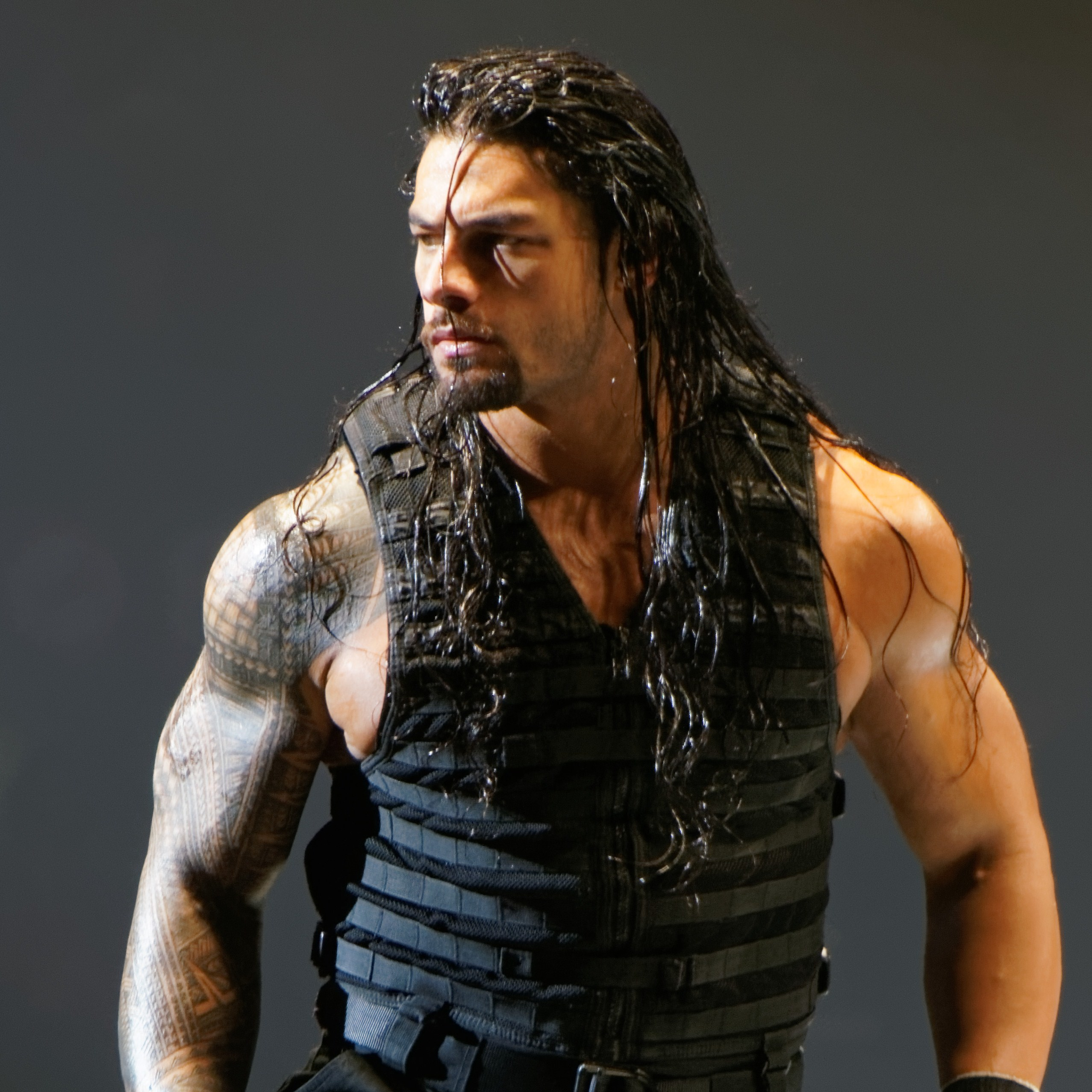
Роман Рейнс зустрінеться з Броком Леснер за титул Чемпіона світу у важкій вазі WWE.

На PPV SummerSlam (2014) Брок Леснар переміг Джона Сіну і виграв титул чемпіона світу у важкій вазі WWE. На PPV Night of Champions (2014) відбувся матч-реванш між Сіною і Леснар, в якому перемогу по дискваліфікації здобув Сіна після того, як в хід поєдинку втрутився Сет Роллинс. Незважаючи на поразку, Леснар вдалося зберегти титул. На PPV Королівська битва Брок Леснар переміг Джона Сіну і Сета Роллінса. Того ж вечора Роман Рейнс став переможцем Королівської Битви. На наступний день було оголошено, що Брок Леснар буде битися проти Романа Рейнс в мейн-евенті Реслманії 31. На RAW від 26 січня Брок Леснар зустрівся віч-на-віч з Романом Рейнсом, переможцем Королівської битви (2015), Леснар заявивши що він не поважає Рейнс на відміну від його менеджера Пола Хеймана, після чого потиснули один одному руки. На SmackDown! від 29 січня Triple H заявив що він зробить оголошення по трапилося на Королівській Битві, заявивши що Рейнс виграв нечесно, через втручання «Скали». На RAW від 2 лютого Triple H оголосив що в мейн-евент цього RAW будуть битися Деніел Брайан і Сет Роллинс, переможець матчу битиметься з Романом Рейнсом на PPV Fastlane. Переможцем матчу став Брайан, а умовою їх матчу на Fastlane, стало те, що переможець буде битися проти Леснар на Реслманії 31. На PPV Fastlane Роман Рейнс переміг Деніела Брайана і зберіг свій татл-шоу на PPV Реслманії 31. На наступному RAW Пол Хейман прочитав промо в сторону Роман Рейнс сказавши, що Роман Рейнс той самий хлопця — він той хлопець, в тому місці, АЛЕ не в той час. Справа в тому, що єдина людина, якого Рейнс не перемогти — це Брок Леснар. І після мейн-івенту Реслманії ми почуємо слова «переможець і ВСЕ ЩЕ Чемпіон світу у важкій вазі — Брок Леснар». Але Роман запевняє, що питання навіть не в тому, переможе він Брока чи ні, а в тому як він це зробить. На RAW від 23 березня Роман Рейнс і Брок Леснар нарешті зустрілися лицем до лиця, але бійки між ними не було, Леснар покрасувався з титулом, але Роман забрав титул себе.

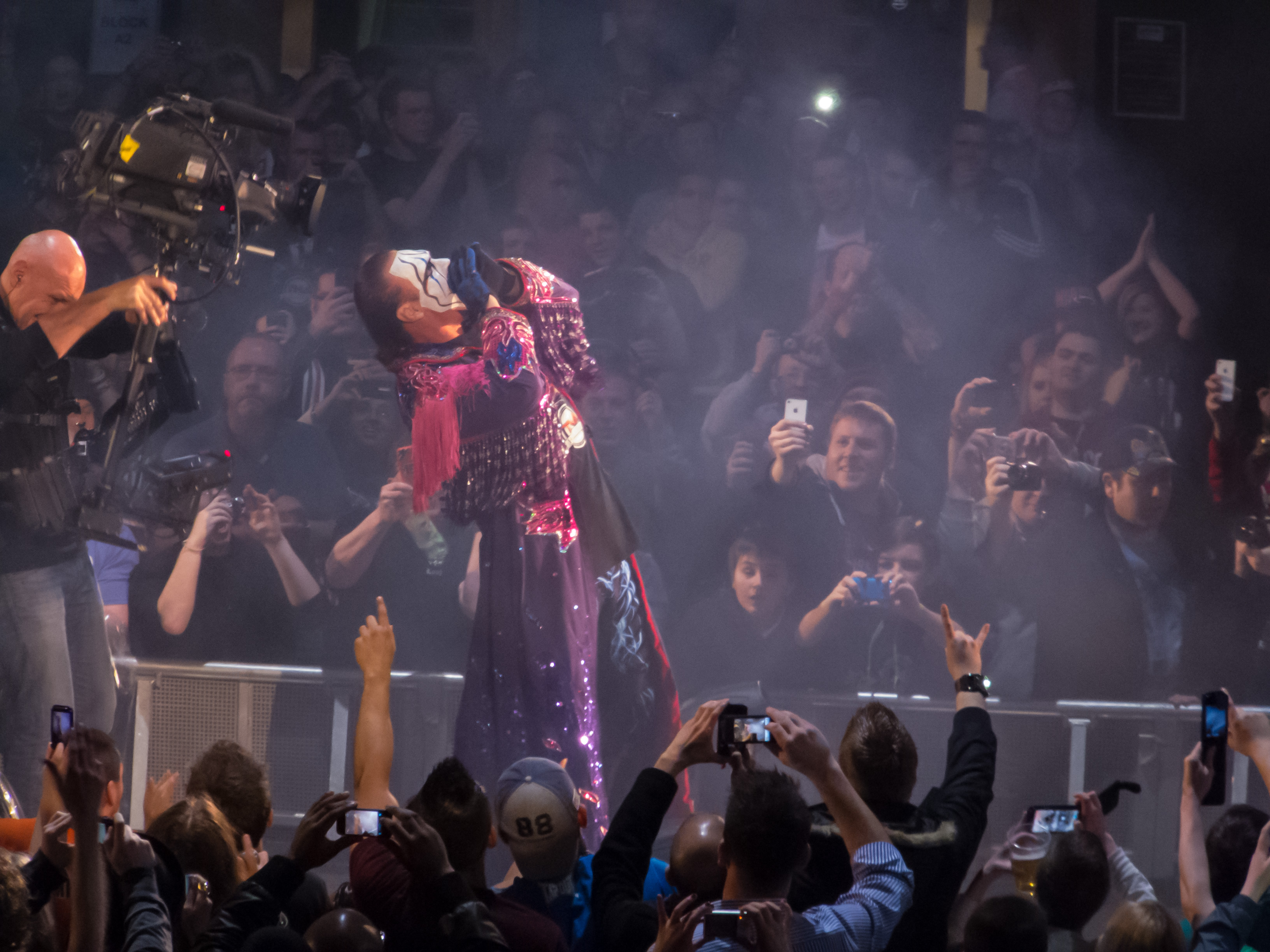
Стінг дебютує на рингу WWE, в матчі проти Triple H.

23 листопада, під час головної події PPV Survivor Series Стінг здійснив свою першу в історії поява в основному ростері WWE, атакувавши Triple H і зробивши на ньому Scorpion Death Drop. Після цього він переклав Дольфа Зігглера на Сета Роллінса, тим самим давши можливість команді Сіни здобути перемогу в матчі і позбавивши Керівництво влади, що було вторинним умовою в поєдинку. 19 січня на Raw Стінг здійснив свій дебют, з'явившись за лаштунками під час головної події вечора — гандикап-матчі 1x3 між Джоном Сіною і командою, що складається з Біг Шоу, Кейна і Сета Роллінса. Світло в арені потемнів, Стінг підійшов до сцени і вказав на Керівництво, що знаходилося близько рингу. Це відволікання дозволило Джону Синьо здобути перемогу над Сетом Роллінса. Крім цього, йому вдалося назад повернути на роботу недавно звільнених (за сценарієм) Дольфа Зігглера, Райбека та Еріка Роуена. 26 січня на офіційному сайті WWE з'явилася інформація, що Triple H кинув виклик Стінгу для розмови обличчям до обличчя на PPV Fastlane. 9 лютого на Raw Triple H знову викликав Стінга, щоб той прийняв його виклик. Світло згасло, і група з імітаторів Стінга з'явилися навколо арени і всередині рингу, освітленого прожекторами. В цей час на екрані програвався відеоряд, а пізніше з'явилося повідомлення, що Стінг прийняв виклик Triple H. На PPV Fastlane обидва реслери билися до тих пір, поки Стінг не отримав повний контроль над Triple H. Потім Стінг вказав на логотип PPV Реслманії 31, підвішений до крокв, не залишаючи Triple H іншого вибору, як прийняти виклик. Того ж вечора було оголошено, що Triple H зіткнеться зі Стінгом на PPV Реслманії 31. На RAW від 16 березня Стінг допоміг Ренді Ортон отбітся від The Authority. На RAW від 23 березня Стефані МакМен вступила в конфронтацію зі Стінгом, але незабаром вийшов Triple H, і Стефані дала йому кувалду але несподівано для всіх Стінг дістав биту, після цього Triple H і Стефані пішли.
23 лютого на Raw було оголошено, що на PPV Реслманії 31 відбудеться друга щорічна Королівська битва за меморіальний трофей на честь Андре Гіганта. Міз, Кертіс Аксель і Райбек оголосили про свою участь у матчі. 26 лютого на SmackDown! Фанданґо і Адам Роуз оголосили про свою участь у поєдинку. 2 березня на офіційній старніцах WWE в Facebook з'явилася інформація, що Зак Райдер був доданий в матч. Того ж вечора через офіційний додаток WWE App Джек Сваггер, Тайтус О'Ніл і Даррен Янг оголосили про свою участь у поєдинку. 5 березня на SmackDown! Біг Шоу і Кейн оголосили про свою участь у матчі. 9 березня на офіційному сайті WWE з'явилася інформація, що Ерік Роуен був доданий в поєдинок. 9 березня на Raw Деміен Міздоу оголосив про свою участь у матчі. Під час WrestleMania Axxess Хідео Ітамі (реслер NXT) переміг Фінна Баллора і забезпечив собі місце в battle-royal. Так само на WrestleMania Axxess було оголошено що battle royal відбудеться на Kick-off WrestleMania 31.
26 лютого на офіційному сторінці WWE в Facebook з'явилася інформація, що інтерконтинентальний чемпіон WWE «Погані Новини» Барретт буде захищати свій титул в сходовому матчі проти кількох опонентів на PPV Реслманії 31. 2 березня на Raw було оголошено, що R-Truth був доданий в матч . 4 березня на офіційному сайті WWE з'явилася інформація, що Дін Емброус і Люк Харпер були додані в поєдинок. 5 березня на SmackDown! було оголошено, що Дольф Зігглер був доданий в матч. 9 березня на RAW Стардаст був доданий в матч. 12 березня на SmackDown! Брайан оголосив себе учасником матчу.

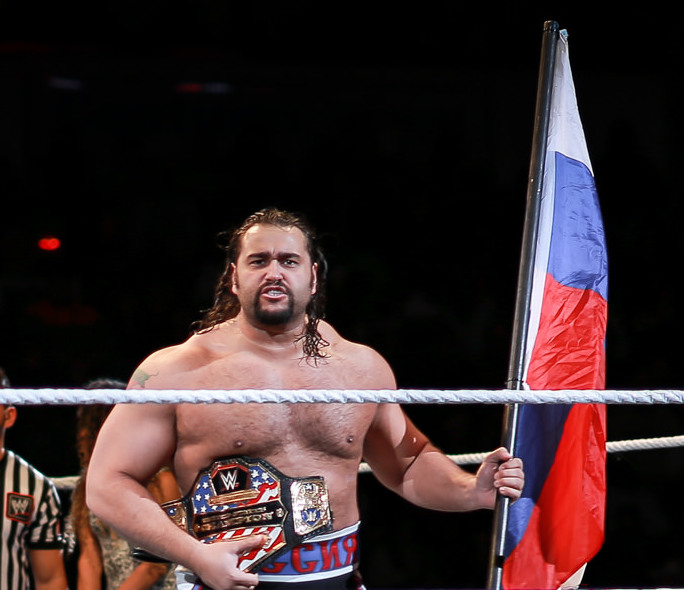
Русев захищатиме титул чемпіона Сполучених Штатів WWE від Джона Сіни.

25 січня після Королівської битви Русєв перервав інтерв'ю Джона Сіни. В результаті цього між реслерами зав'язалася невелика бійка. 26 січня на офіційному сайті WWE з'явилася інформація, що Русєв захищатиме титул чемпіона Сполучених Штатів WWE проти Джона Сіни на PPV Fastlane. На SmackDown! від 29 січня Джон Сіна вступив у конфронтацію з Русева і Ланою. На RAW від 9 лютого Русєв атакував Джона Сіну, внаслідок чого Джон отримав травму ока. На RAW від 16 лютого Джон Сіна після свого промо атакував Русева. На PPV Fastlane Русєв переміг Сіну і зберіг титул чемпіона Сполучених Штатів WWE. Наступні тижні Сіна пропонував Русева матч-реванш, на що постійно отримував відмову. Стефані МакМен оголосила, що Сіна не братиме участі на PPV Реслманії 31, якщо Русєв не погодився на поєдинок. 9 березня на Raw Сіна напав на Русева після того, як той переміг Кертіса Акселя. Русєв відмовлявся здаватися після проведеного на ньому STF до тих пір, поки Лана не погодилася від імені Русева на матч-реванш за титул чемпіона Сполучених Штатів WWE на PPV Реслманії 31. На RAW від 16 березня Русєв і Джон Сіна підписали контракт на матч. На RAW від 23 березня Русєв переміг Джека Сваггера, але після матчу вибіг Джон Сіна і почалася бійка між Сіною і Русева, в ході якої Русєв вийшов переможцем.
2 березня на Raw Пейдж перемогла чемпіонку Дів Ніккі Белла по дискваліфікації після того, як Брі Белла напала на Пейдж. Таким чином, Ніккі зберегла титул. Брі і Ніккі напали на Пейдж, а потім після травми повернулася Ей Джей Лі і допомогла Пейдж. 5 березня на SmackDown! Ей Джей Лі перемогла Брі Беллу після того, як Пейдж не дозволила Ніккі Белла втрутитися в хід поєдинку. 9 березня на офіційному сайті WWE з'явилася інформація, що Ей Джей Лі і Пейдж битимуться з близнючками Белла на PPV Реслманії 31.
Після Royal Rumble (2015) Брей на тижневиках почав читати загадкові промо, в якому він звертався до когось, а в кінці завжди говорив «Знайди мене». За його промо було зрозуміло, що Брей натякав на Гробовщика. На PPV Fastlane Брей Уаятт кинув виклик Трунар на PPV Реслманії 31. 9 березня на Raw Трунар прийняв виклик Уайатта на матч на PPV Реслманії 31. Подальше час Брей Уаятт зачитував промо на адресу трунаря.
На Raw від 3 листопада Роллинс переміг Ортона в одиночному поєдинку. Після матчу Ренді Ортон атакував Роллінса, Гравця, Кейна, Джемі Нобла і Джої Меркюрі. Після цього Гравець вирішив видалити Ортона не тільки з команди, а й з самого Керівництва, потім Хантер наказав «закінчити» c ним. Сет Роллинс травмував Ортона Керб Стомбом на коментаторський стіл і на сталеві щаблі. Повернувся Ортон на PPV Fastlane де атакував The Authority, але до Роллінса він добратся не зміг. На RAW від 23 лютого The Authority знову об'єднало Сета Роллінса і Ренді Ортона в матч проти Деніела Брайана і Роман Рейнс. Сам матч виграли Брайан і Рейнс. Після матчу Ортон спробував провести на Роллінса punt kick, але Ортон провів RKO Джеймі Нобл, після чого зі злістю підняв Роллінса на ноги, але потім просто поплескав його по плечу і пішов з рингу. На наступному RAW Ренді Ортон допоміг Сету Роллінса перемогти Роман Рейнс. На RAW від 9 березня Ренді Ортон висловив усе в обличчя The Authority що він про них думає. Цим же ввечері був призначений матч Рейнс проти Роллінса і Ортона. Під час матчу Ренді відмовився битися з Роллінса і показав того середні пальці після чого Рейнс втримав Сета. Після матчу Ренді жорстоко атакував Сета Роллінса провівши йому RKO на коментаторський стіл. На наступному SmackDown! Ренді Ортон кинув виклик на матч на Реслманії 31 проти Сета Роллінса. На RAW від 16 березня Сет прийняв виклик Ортона на матч на PPV Реслманії 31. На RAW від 23 березня Ренді Ортон переміг Сета Роллінса, Джоуї Меркурі і Джеймі Нобла в нерівному матчі.
На PPV Fastlane Сезар і Тайсон Кідд победіллі Братів Усо і стали новими командними чемпіонами WWE. 23 березня на офіційному сайті WWE з'явилася інформація, що Командні чемпіони WWE Сезар і Тайсон Кідд захищатимуть титули від Братів Усо, Los Matadores і The New Day (Біг І & Кофі Кінгстона).

## Матчі
| №                                | Матч | Тип матча                                                                                   | Час   |
| -------------------------------- | --- | ------------------------------------------------------------------------------------------- | ----- |
| Kick-off                         | Біг Шоу переміг королівський махач за меморіальний трофей в честь Андре Гіганта                                                   | Королівський махач за меморіальний трофей в честь Андре Гіганта                             | 18:05 |
| Kick-off                         | Антоніо Сезаро і Тайсон Кідд (с) перемогли Новий День (Біг І Ленгстон і Кофі Кінгстон), Лос Матадорес, Братів Усо (Джиммі і Джей) | Чотирьохсторонній матч за титул командних чемпіонів WWE                                     | 9:58  |
| 1                                | Денієл Браян переміг Погані Новини Барретт (с), Ар-Труса, Діна Емброуса, Люка Харпера, Дольфа Зігглера, Стардаста                 | Матч з драбинами за титул Інтерконтинентального чемпіона WWE                                | 13:47 |
| 2                                | Ренді Ортон переміг Сета Роллінса                                                                                                 | Матч сам на сам                                                                             | 13:15 |
| 3                                | Тріпл Ейч переміг Стінга | Матч без дискваліфікацій                                                                    | 18:36 |
| 4                                | Ей Джей Лі і Пейдж перемогли Брі Беллу і Ніккі Беллу                                                                              | Командний матч                                                                              | 6:42  |
| 5                                | Джон Сіна переміг Русева (c) (з Ланою)                                                                                            | Матч за титул чемпіона США                                                                  | 14:31 |
| 6                                | Андертейкер переміг Брея Уаятта                                                                                                   | Матч сам на сам                                                                             | 15:12 |
| 7                                | Сет Роллінс переміг Романа Рейнса і Брока Леснара (c) (з Полом Хейманом]])                                                        | Матч Потрійна загроза за титул чемпіона WWE (Сет Роллінс використав кейс Money in the Bank) | 16:43 |
| (c) — чемпіон на момент поєдинку | |                                                                                             |       |